# تپه شیخ عبدالخالق سواسری
تپه شیخ عبدالخالق سواسری مربوط به دوران پیش از تاریخ ایران باستان تا دوران‌های تاریخی پس از اسلام است و در شهرستان بهشهر، روستای حسین‌آباد، کنار راه آهن بهشهر واقع شده و این اثر در تاریخ ۲۵ اسفند ۱۳۸۰ با شمارهٔ ثبت ۵۴۱۴ به‌عنوان یکی از آثار ملی ایران به ثبت رسیده است.